# Pulverticka
Pulverticka (Postia ptychogaster) är en svampart som först beskrevs av F. Ludw., och fick sitt nu gällande namn av Vesterh. 1996. Postia ptychogaster ingår i släktet Postia och familjen Fomitopsidaceae.   Inga underarter finns listade i Catalogue of Life.
I den svenska databasen Dyntaxa används istället namnet Oligoporus ptychogaster för samma taxon.  Arten är reproducerande i Sverige.